# 卜布
卜布（德語：Peter Kreutzberger，1953年1月15日—），德国外交官。现任德中友好协会联合会主席。曾任德国驻沪副总领事、德国驻沈阳总领事。